# Schijf partitioneren

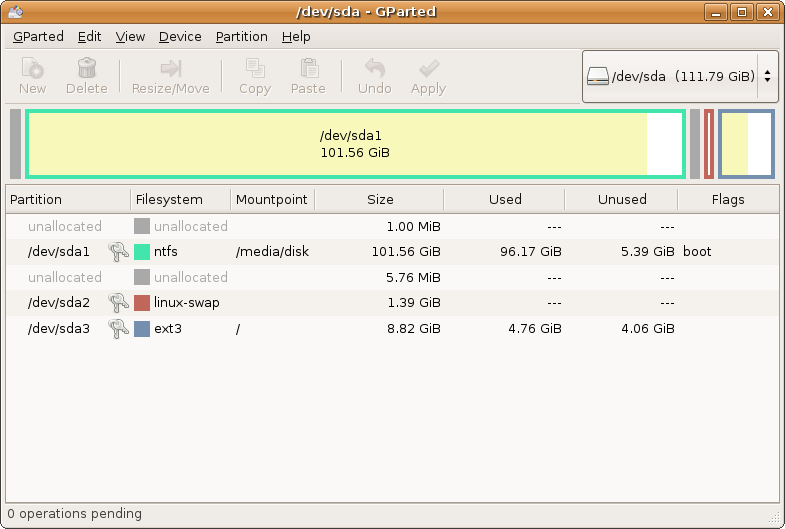
GParted, een partitie-editor voor Linux

Een schijf partitioneren is het verdelen van die schijf in twee of meer logische eenheden, zodat een fysieke harde schijf gebruikt kan worden, alsof hij uit meerdere schijven bestaat. Zo'n logische eenheid wordt partitie genoemd. Dat is bij Microsoft Windows en Linux de gebruikelijke aanduiding, terwijl bij besturingssystemen als BSD, Solaris of GNU Hurd slice wordt gezegd. In het jargon van Windows Vista en Windows 7 wordt ook wel van volume gesproken. Een partitie-editor kan gebruikt worden om partities te maken, te wijzigen of te verwijderen.
Voordat een harde schijf in gebruik kan worden genomen, moet hij minimaal één partitie bevatten. In veel gevallen wordt een schijf in een aantal partities ingedeeld. Bestaat een schijf uit maar één partitie, dan zegt men wel dat de schijf niet is gepartitioneerd, maar geheel juist is dat niet, want ook in dat geval bevat de schijf gegevens over de partitionering.
De beperkingen van het bestandssysteem waren in het verleden reden om een harde schijf in een aantal partities in te delen.

## Soorten partities
De partitionering van een harde schijf wordt opgeslagen in een tabel in de eerste sector van de schijf. Deze sector heet MBR of master boot record. Diverse besturingssystemen ondersteunen verschillende soorten partitietabellen. In byte 1BE tot 1FE van een MBR-sector is ruimte voor een beschrijving van vier partities. Dit worden primaire partities genoemd.
Een maximum van vier partities werd al gauw onvoldoende gevonden en daarom werd de uitgebreide partitie, de extended partition ingevoerd. De gewone partities werden vanaf dat moment primaire partities genoemd. De uitgebreide partitie werd op zijn beurt in een onbeperkt aantal logische partities of logische stations opgedeeld.
Men zegt vaak 'schijf' of 'harde schijf' als 'partitie' wordt bedoeld. Dit geeft weleens verwarring als de schijf uit meer dan één partitie bestaat. Heeft een Windows-pc bijvoorbeeld zowel een 'C:'- als een 'D:'-schijf, dan kan dat verschillende partities op dezelfde harde schijf aanduiden, maar het kan ook verschillende harde schijven met ieder één partitie aanduiden.

## DOS en Windows
Besturingssystemen van Microsoft kennen letters toe aan partities. Dit is ontstaan vanuit DOS. De letters A en B zijn gereserveerd voor diskettes. De eerste primaire partitie van de eerste harde schijf krijgt dus de letter C. Onder Windows 98 en oudere besturingssystemen worden eerst letters toegekend aan alle primaire partities en daarna pas aan de logische partities. Dat heeft tot gevolg dat de letters van de logische partities veranderen als er een schijf (met een primaire partitie) wordt toegevoegd. Vanaf Windows XP is het mogelijk zelf aan te geven hoe de letters worden toegekend met het command-line-programma diskpart. Onder Windows Vista en Windows 7 is ook gebruik van de letters A en B mogelijk als er geen diskettestations zijn. Zijn er meer partities dan er letters beschikbaar zijn, dan krijgen de resterende partities geen letter. Deze partities zijn dan met normale programmatuur niet toegankelijk. Met NTFS is het echter mogelijk een partitie als map in een andere partitie op te nemen.

### DOS
Er was tot MS-DOS 3.x een limiet van 32 megabyte per logische schijf en de latere uitvoeringen van FAT16 hadden een limiet van twee gigabyte.

### Windows XP
De FAT32-partities van Windows XP hadden een praktische limiet: hoewel de specificatie van FAT32 in principe meer — twee terabyte — toeliet, kon er met het formatteren van Windows XP geen partitie groter dan 32 gigabyte worden gemaakt. Dit is met opzet door Microsoft ingebouwd, met als doel het van NTFS te stimuleren. Windows XP had er geen problemen mee met FAT32-partities te werken die groter waren dan 32 gigabyte.

### Windows 7
Als Windows 7 op een lege harde schijf wordt geïnstalleerd, wordt een extra opstartpartitie aangemaakt van ongeveer 100 MB. Verder wordt in bepaalde gevallen helemaal vooraan de schijf een lege ruimte van 1 MB vrijgehouden. Windows 7 laat het toe dat een andere boot manager in het MBR-gedeelte wordt geplaatst. Om Windows op te starten kan vervolgens naar de opstartpartitie van Windows 7 gesprongen worden.

## Linux
In Linux worden partities aangeduid met de devicenaam. De eerste primaire partitie op de eerste harddisk is /dev/hda1 (bij IDE), respectievelijk /dev/sda1 (bij SATA of SCSI), de tweede partitie is /dev/hda2, respectievelijk /dev/sda2. De eerste partitie op de tweede harddisk is /dev/hdb1 respectievelijk /dev/sdb1, de tweede partitie is /dev/hdb2 respectievelijk /dev/sda2.
Het type partitie is vaak ext2, ext3 of ext4.